# Charles Wood (1er vicomte Halifax)
Pour les articles homonymes, voir Charles Wood et Wood.
Charles Wood (20 décembre 1800 - 8 août 1885) est un homme politique whig anglo-indien et membre du Parlement de l'Empire britannique. Il est Chancelier de l'Échiquier de 1846 à 1852.

## Biographie
Il est le fils de Francis Lindley Wood (2e baronnet) de Barnsley, et de son épouse Anne, fille de Samuel Buck. Il fait ses études au Collège d'Eton et à l'Oriel College, Oxford, où il étudie les classiques et les mathématiques.
Libéral et député de 1826 à 1866, il est Chancelier de l'Échiquier dans le gouvernement de Lord John Russell (1846 –1852), où il s'oppose à toute aide supplémentaire pour l'Irlande pendant la Grande Famine. Dans son budget de 1851, Sir Charles libéralise le commerce, réduisant les droits d'importation et encourageant les biens de consommation. Après la mort de Peel, Disraeli, un ancien protectionniste, transforme le parti conservateur et adhère au libre-échange. Dans un discours sur les états financiers intérimaires du 30 avril 1852, Disraeli fait référence à l'influence de Wood sur la politique économique, établissant une tendance pour la présentation des budgets à la Chambre des communes. La réduction des tarifs entraîne une augmentation sensible de la consommation: les conservateurs passent du protectionnisme de Derby-Bentinck à une nouvelle politique en 1852. Pour Wood, un vieux bâton sec, Disraeli est «pétulant et sarcastique», des qualités qu’il n’aime pas.
Il est président du conseil de contrôle sous Lord Aberdeen (1852–1855), premier Lord de l'amirauté dans le premier gouvernement de Lord Palmerston (1855–1858) et secrétaire d'État à l'Inde sous le second gouvernement de Palmerston (1859–1866). Il succède comme Baronnet à son père en 1846. En 1866, il est élevé au rang de vicomte Halifax. Après la mort inattendue de Lord Clarendon nécessitant un remaniement du premier cabinet de Gladstone, Halifax est nommé Lord du sceau privé, servant de 1870 à 1874, son dernier poste public.

## Rôle dans la famine irlandaise
La famine irlandaise en Irlande (de 1845 à 1851) entraîne la mort d'un million de personnes et un million d'émigrants. Le 30 juin 1846, les conservateurs de Peel sont remplacés par un gouvernement libéral dirigé par Lord John Russell. Le gouvernement cherche à intégrer le libre-échange et le laissez-faire économique. Sir Charles Trevelyan, fonctionnaire sous-secrétaire au Trésor, en coopération étroite avec le chancelier de l'Échiquier, sir Charles Wood, tente de s'opposer à une intervention en Irlande. L’extrême parcimonie du gouvernement britannique à l’égard de l’Irlande alors que Wood est responsable du Trésor augmente considérablement les souffrances des personnes touchées par la famine. Wood croit en la politique économique du laissez-faire et préfère laisser les Irlandais affamés plutôt que de "saper le marché" en autorisant le grain importé à bon marché. Wood partage également les vues moralistes anti-irlandaises de Trevelyan, estimant que la famine devait éliminer les «habitudes de dépendance actuelles» et obliger les biens irlandais à soutenir la pauvreté en Irlande. Wood croit que la famine n'est pas fortuite, mais voulue, et entraînerait une révolution sociale: "Le manque de nourriture et d'emploi est une calamité envoyée par la Providence". Il espère que la famine éliminerait les petits agriculteurs et conduirait à un meilleur système économique.

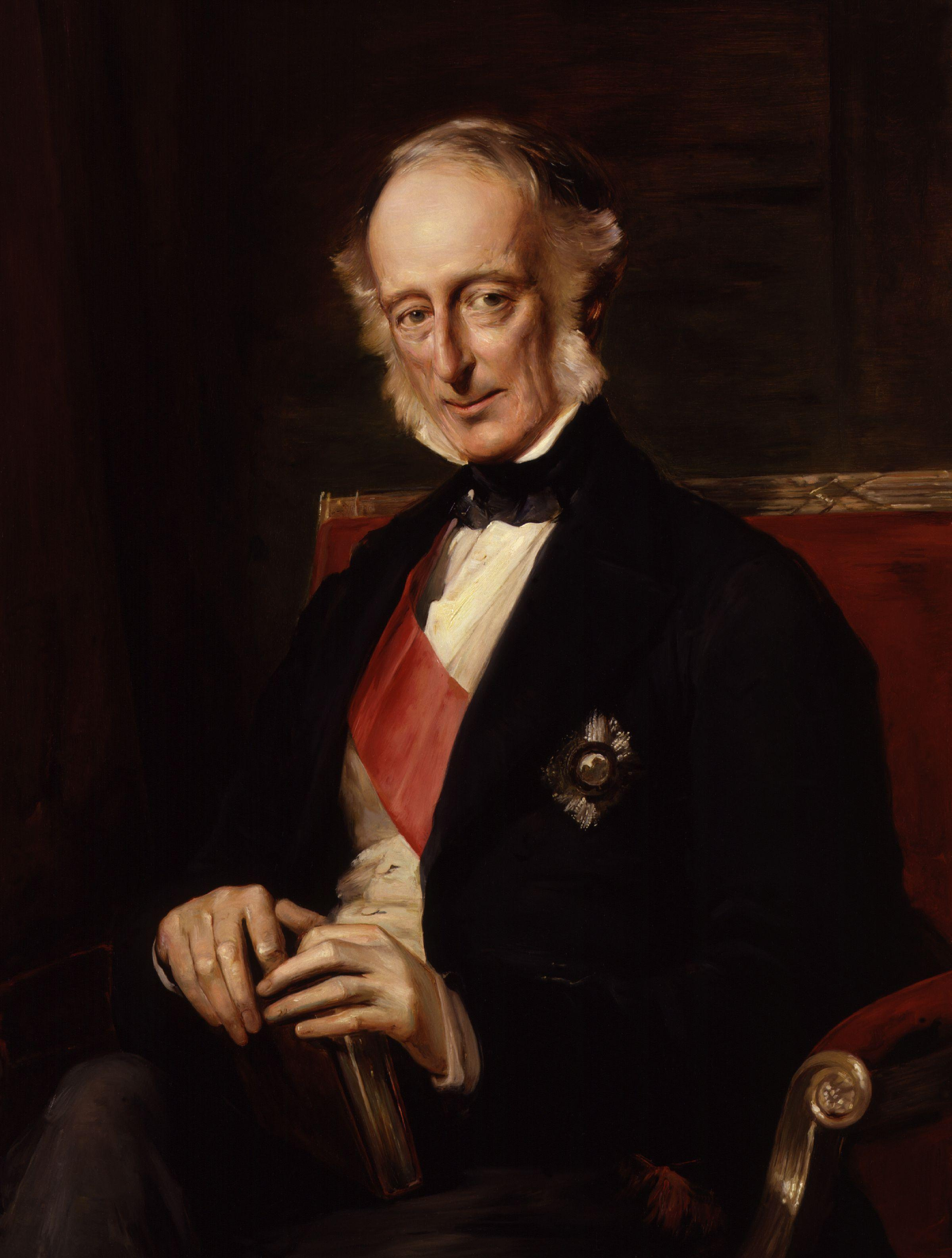
Portrait de Lord Halifax datant de 1873 par Anthony de Brie.

## La directive Wood
En tant que président du Conseil des Indes, Wood joua un rôle déterminant dans l'anglicisation du sous-continent indien. En 1854, il adressa au gouverneur britannique, Lord Dalhousie, une directive destinée à mettre en place une administration autochtone:
1. chaque province devrait se doter d'un Service de l'Éducation ;
2. les plus grandes villes (Bombay, Calcutta et Madras) devraient héberger des écoles techniques sur le modèle de l'université de Londres ;
3. chaque district devrait ouvrir une école du gouvernement pour former des fonctionnaires anglophones ;
4. les écoles autochtones demandant leur affiliation bénéficieront d'un soutien financier ;
5. les techniciens autochtones pourront être formés dans leur langue maternelle.

C'est ainsi que chaque province des Indes ouvrit un Service de l'Éducation, et que des instituts techniques furent créés dans les villes de Calcutta, Bombay, Madras (1857), ainsi qu'à Lahore au  Pendjab (1865, confirmée en 1882) puis à Allahabad in 1887.

## Famille
Lord Halifax épouse Lady Mary Grey (3 mai 1807 - 6 juillet 1884), cinquième fille de Charles Grey (2e comte Grey), le 29 juillet 1829. Ils ont quatre fils et trois filles:
- Blanche Edith Wood (décédée le 21 juillet 1921) épouse le 21 septembre 1876 Henry William Lowry-Corry (30 juin 1845 - 6 mai 1927).
- Alice Louisa Wood (décédée le 3 juin 1934)
- Charles Lindley Wood, 2e vicomte Halifax (7 janvier 1839 - 19 janvier 1934)
- Emily Charlotte Wood (1840 - 21 décembre 1904) épouse Hugo Meynell-Ingram (1822 - 26 mai 1871).
- Francis Lindley Wood, (17 octobre 1841 - 14 octobre 1873)
- Henry John Lindley Wood (12 janvier 1843 - 5 janvier 1903)
- Fredrick George Lindley Wood (devenu Meynell) (4 juin 1846 - 4 novembre 1910)

Lady Halifax est décédée en 1884. Lord Halifax lui survit un peu plus d'un an et meurt en août 1885, à l'âge de 84 ans. Son fils Charles, est le père d'Edward Wood, premier comte de Halifax.